# علف جویباری
علف جویباری (نام علمی: Samolus valerandi) نام یک گونه از تیره پامچالیان است.